# Мали на Олимпийских играх
Мали принимала участие в 13 летних Олимпийских играх. Представители африканской страны дебютировали на Играх в Токио в 1964 году и с тех пор участвовали во всех летних Играх, кроме бойкотированных Мали Игр в Монреале в 1976 году. В зимних Олимпийских играх Мали не участвовала. Спортсмены этой страны никогда не завоёвывали олимпийских медалей.

## См.также
- Список знаменосцев Мали на Олимпийских играх
- Мали на Паралимпийских играх
- Мали на Сурдлимпийских играх
- Мали на Универсиадах
- Мали на юношеских Олимпийских играх
- Мали на Африканских играх